# Xaveer de Geyter
Xaveer de Geyter (Doornik, Bélgica 1957) es un arquitecto belga.
Trabajó diez años en Office for Metropolitan Architecture (OMA) con Rem Koolhaas, en proyectos como la Villa dall'ava en París, "urban design, melun sénart paris", la terminal de mar en Zeebrugge, el centro zkm para el arte y la tecnología en Karlsruhe y dos bibliotecas para la Universidad Jussieu, París.
De Geyter inició su propia oficina a principios de la década de 1990 y construyó dos viviendas privadas en Bélgica.
Diseños tempranos como el Ilot Santo Maurice en Lille y las torres Chassé Apartment en Breda, ejemplifican su capacidad para el diseño arquitectónico innovador. En 2001, abrió una segunda oficina en Gante, en colaboración con Stéphane Beel.

## Proyectos recientes
- Coovi, planeamiento y edificio para el Campus Elishout, 2003
- Mónaco, extensión de la ciudad en el mar, 2002
- Universidad de Gante, dos edificios y equipamiento, 2001
- Ciudad Paju Book, edificio de oficinas con estudio de fotografía, Seúl, Corea, 2001
- MAS Anvers, museo histórico Antwerp, concurso, 1999
- Ilôt Santo Maurice, estudio urbano con un programa mixto de viviendas-comercio-oficinas en Euralille (Lille),
- Pont du Gard en Nîmes, alojamiento turístico y organización espacial pública, colaboración con Maarten van Severen, 1999
- Apartamentos Chassée Park, 5 torres de alojamientos con estacionamientos, Breda (Holanda) 1996-2001